# Club Atlètic Granollers
El Club Atlètic Granollers és un club d'atletisme català de la ciutat de Granollers.
El club va ser fundat l'any 1932 com a secció d'atletisme de l'Agrupació Excursionista de Granollers. Després de la Guerra Civil esdevingué secció de l'Esport Club Granollers, el principal club de futbol de la ciutat, que aquells anys fou obligat a anomenar-se Club Deportivo Granollers. No fou fins a l'any 1957 quan es construí una pista d'atletisme a la zona esportiva municipal. Uns anys més tard passa a ser secció del Club Balonmano Granollers. L'any 1964 començà a organitzar el Cros Internacional Ciutat de Granollers. L'any 1972 s'escindí del club d'handbol i es constituí com a entitat independent esdevenint Club Atlètic Granollers. L'estiu del 1977 inaugurà una nova pista de material sintètic, on es disputà el campionat d'Espanya absolut del mateix any.
Una de les seves atletes més destacades fou Asunción Morte Ibáñez, campiona i recordista d'Espanya de salt d'alçada.